# Coupe d'Algérie de basket-ball 1974-1975
Navigation
Coupe d'Algérie 1973-1974 Coupe d'Algérie 1975-1976
La Coupe d'Algérie 1974-1975 est la 7e édition de la Coupe d'Algérie de basket-ball, compétition à élimination directe mettant aux prises des clubs de basket-ball amateurs et professionnels affiliés à la fédération algérienne de basket-ball.

## Résultats

### finale
20 avril 1975 ; stade ferhani ;ASCF ALGER  (assosiation sportif des chemins de fer d'alger) / CS DNC alger (112-108 ap) ****equipe ; ASCF ALGER ; haddadi . terai a . bencheman . meheni . guidoum . achour . hamouche . benakouche . dahmoune . el-bar cherki . salemkour .* ent ; bencheman .*******equipe CS DNC ALGER ; terai s . zenir . bisker . khoukhi . chachoua . terai h . terai r . **ent ; abdelhadi .  